# Robin Sid
Robin Sid, né le 21 septembre 1994 à Ingå (Finlande), est un footballeur finlandais, qui évolue au poste de milieu gauche au sein de l'IFK Mariehamn.

## Biographie

### En club
Il commence sa carrière avec l'Ekenäs IF, en 2011.
En 2014, il s'engage avec l'IFK Mariehamn. Il joue ses premiers matchs en Ligue des champions lors de la saison 2017-2018.

## Palmarès
|  |  | IFK Mariehamn - Veikkausliiga - Vainqueur : 2016 - Coupe de Finlande - Vainqueur : 2015 |